# Hopea papuana
Hopea papuana är en tvåhjärtbladig växtart som beskrevs av Friedrich Ludwig Diels. Hopea papuana ingår i släktet Hopea och familjen Dipterocarpaceae. Inga underarter finns listade i Catalogue of Life.